# Ryska kvinnosällskapet
Ryska kvinnosällskapet var en kvinnoorganisation i Ukraina, grundad 1884. 
Den grundades av Natalya Kobrynska i Stanislavov i november 1884. Det var en litterär diskussionsklubb för kvinnor som tog upp moderna idéer, bland dem feminismen. Det är känt som Ukrainas första kvinnoorganisation. 